# Băieții răi
Băieții răi (titlu original: The Bad Guys) este un film de animație și comedie din 2022 produs de DreamWorks Animation și distribuit de Universal Pictures. Bazat pe seria de cărți cu același nume de Aaron Blabey (care servește drept producător executiv al filmului), este regizat și scris de Pierre Perifel. Vocile sunt asigurate de Sam Rockwell, Marc Maron, Craig Robinson, Anthony Ramos, Awkwafina, Richard Ayoade, Zazie Beetz, Lilly Singh și Alex Borstein.
O continuare, Băieții răi 2, va fi lansată pe 1 august 2025.

## Distribuție
- Sam Rockwell - Mr. Wolf
- Marc Maron - Mr. Snake
- Craig Robinson - Mr. Shark
- Anthony Ramos - Mr. Piranha
- Awkwafina - Ms. Tarantula
- Richard Ayoade - Professor Marmalade
- Zazie Beetz - Diane Foxington
- Lilly Singh - Tiffany Fluffit
- Alex Borstein - Chief Luggins
- Alina Chinie- Tiffany Fluffit (voce, versiune română)[7]